# Cylindropuntia fulgida
Classification phylogénétique
Espèce
Statut de conservation UICN

 LC  : Préoccupation mineure
Statut CITES
Cylindropuntia fulgida, aussi nommé Opuntia fulgida, est un cactus (Cactaceae) originaire du sud de l'Amérique du Nord

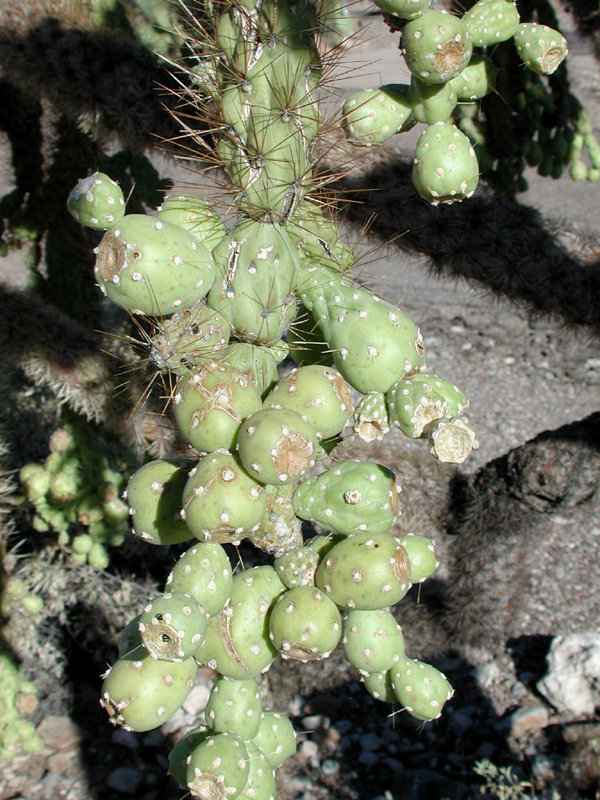
Cylindropuntia fulgida
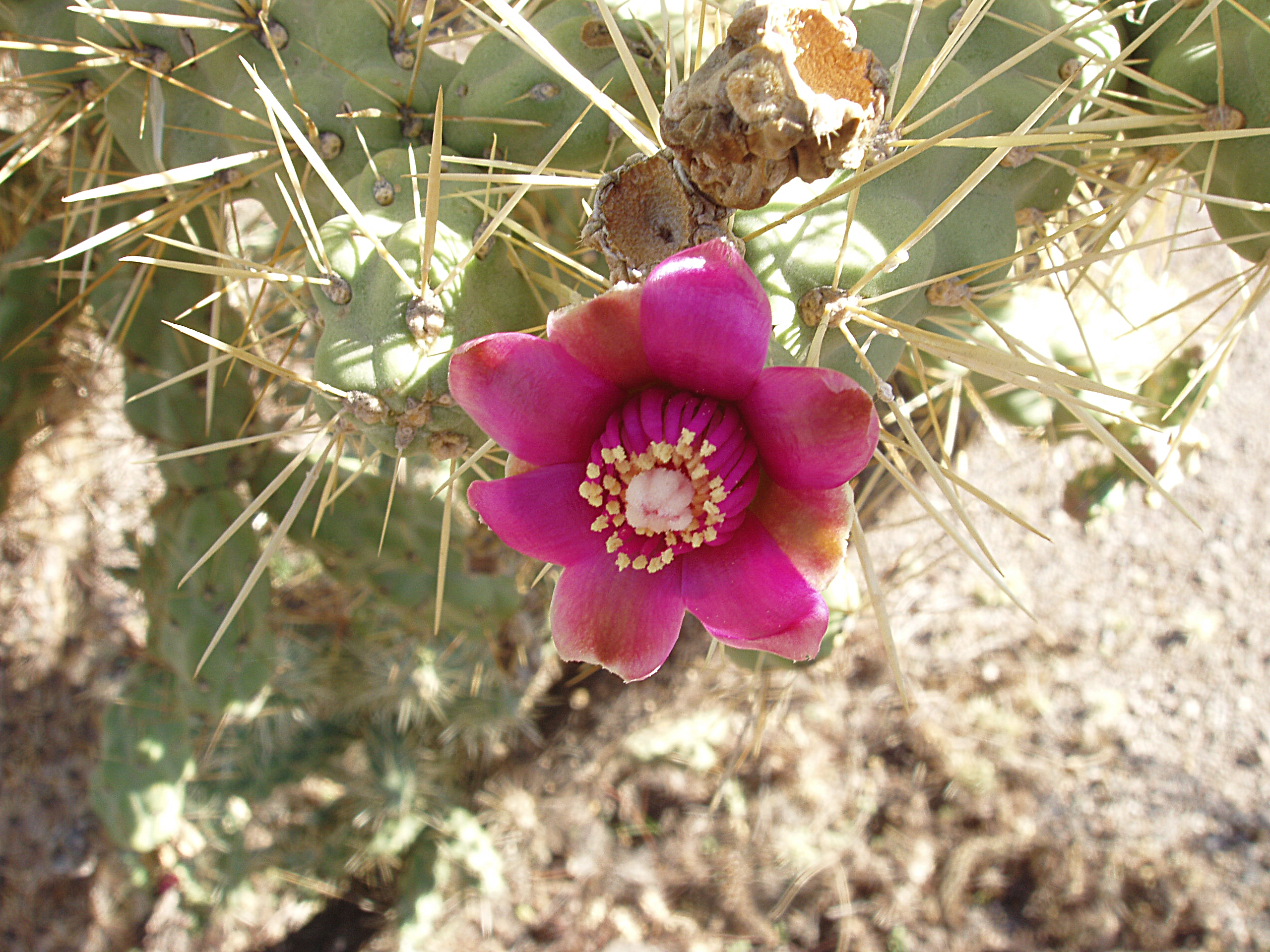
fleur de Cylindropuntia fulgida
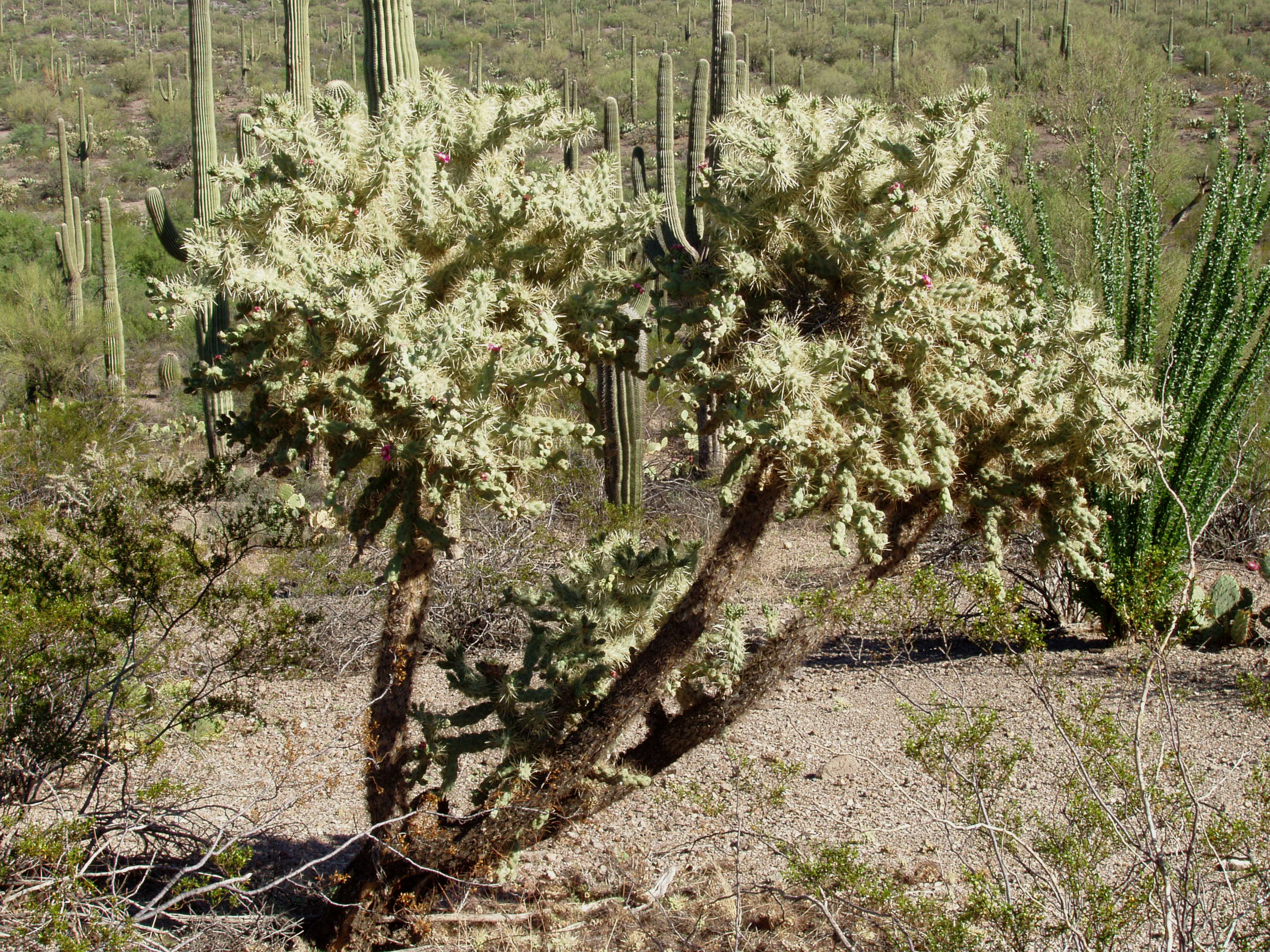
Cylindropuntia fulgida en pieds